# Alicia Cañas Zañartu

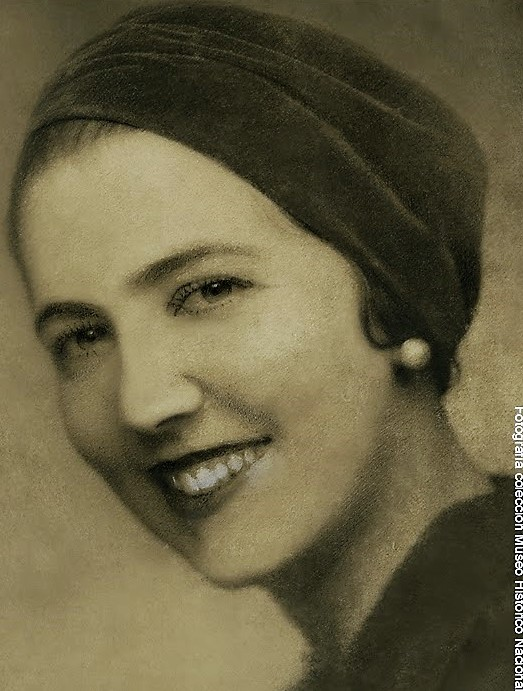
Alicia Cañas Zañartu năm 1935

Alicia Cañas Zañartu (Paris, Pháp, tháng 8 năm 1901 - Santiago, Chile, ngày 27 tháng 3 năm 2002) là một chính trị gia người Chile. Năm 1935, bà là một trong những phụ nữ đầu tiên được bầu vào văn phòng công cộng bằng cách bỏ phiếu phổ biến trong nước. Thông qua lá phiếu này, trở thành thị trưởng phụ nữ đầu tiên ở Providencia, thị trưởng phụ nữ đầu tiên trong lịch sử Chile. Bà là con dâu của Juan Luis Sanfuentes, Tổng thống Chile.